# ماك جنكينز
ماك جنكينز (بالإنجليزية: Mack Jenkins)‏ هو لاعب كرة قاعدة أمريكي، ولد في 22 أبريل 1965.

## وصلات خارجية
- ماك جنكينز على موقعبيزبول رفرنس.كوم (الدوري الثانوي) (الإنجليزية)